# Award of the Japanese Academy al miglior film in lingua straniera
L'Award of the Japanese Academy al miglior film in lingua straniera (最優秀外国作品賞?, sai yūshū gaikoku sakuhin shō) è un riconoscimento assegnato annualmente a partire dal 1978 dai membri della Nippon Academy-shō Association al miglior film straniero distribuito in Giappone nell'anno appena trascorso.

## Vincitori e candidati
I vincitori sono indicati in grassetto.

### Anni 1970-1979
- 1978
  - Rocky, regia di John G. Avildsen
  - Fuoco fatuo (Le feu follet), regia di Louis Malle
  - Quinto potere (Network), regia di Sidney Lumet
  - Colpo secco (Slap Shot), regia di George Roy Hill
  - La nave dei dannati (Voyage of the Damned), regia di Stuart Rosenberg
- 1979
  - Gruppo di famiglia in un interno, regia di Luchino Visconti
  - Incontri ravvicinati del terzo tipo (Close Encounters of the Third Kind), regia di Steven Spielberg
  - Guerre stellari (Star Wars), regia di George Lucas
  - Goodbye amore mio! (The Goodbye Girl), regia di Herbert Ross
  - Due vite, una svolta (The Turning Point), regia di Herbert Ross

### Anni 1980-1989
- 1980
  - Il cacciatore (The Deer Hunter), regia di Michael Cimino
  - Un mercoledì da leoni (Big Wednesday), regia di John Milius
  - L'albero degli zoccoli, regia di Ermanno Olmi
  - La recita (O thiasos), regia di Theodoros Angelopoulos
  - Il campione (The Champ), regia di Franco Zeffirelli
- 1981
  - Kramer contro Kramer (Kramer vs. Kramer), regia di Robert Benton
  - All That Jazz - Lo spettacolo comincia (All That Jazz), regia di Bob Fosse
  - Apocalypse Now, regia di Francis Ford Coppola
  - Manhattan, regia di Woody Allen
  - Tess, regia di Roman Polański
- 1982
  - Il tamburo di latta (Die Blechtrommel), regia di Volker Schlöndorff
  - Oltre il giardino (Being There), regia di Hal Ashby
  - Bolero (Les uns et les autres), regia di Claude Lelouch
  - Gente comune (Ordinary People), regia di Robert Redford
  - The Elephant Man, regia di David Lynch
- 1983
  - E.T. l'extra-terrestre (E.T. the Extra-Terrestrial), regia di Steven Spielberg
  - Momenti di gloria (Chariots of Fire), regia di Hugh Hudson
  - U-Boot 96 (Das Boot), regia di Wolfgang Petersen
  - Sul lago dorato (On Golden Pond), regia di Mark Rydell
  - Rocky III, regia di Sylvester Stallone
- 1984
  - Ufficiale e gentiluomo (An Officer and a Gentleman), regia di Taylor Hackford
  - Flashdance, regia di Adrian Lyne
  - Gandhi, regia di Richard Attenborough
  - La signora della porta accanto (La femme d'à côté), regia di François Truffaut
  - La scelta di Sophie (Sophie's Choice), regia di Alan Pakula
- 1985
  - C'era una volta in America (Once Upon a Time in America), regia di Sergio Leone
  - Indiana Jones e il tempio maledetto (Indiana Jones and the Temple of Doom), regia di Steven Spielberg
  - Voglia di tenerezza (Terms of Endearment), regia di James L. Brooks
  - Il migliore (The Natural), regia di Barry Levinson
  - Uomini veri (The Right Stuff), regia di Philip Kaufman
- 1986
  - Amadeus, regia di Miloš Forman
  - Passaggio in India (A Passage to India), regia di David Lean
  - Cotton Club (The Cotton Club), regia di Francis Ford Coppola
  - Urla del silenzio (The Killing Fields), regia di Roland Joffé
  - Witness - Il testimone (Witness), regia di Peter Weir
- 1987
  - Ritorno al futuro (Back to the Future), regia di Robert Zemeckis
  - Chorus Line (A Chorus Line), regia di Richard Attenborough
  - Aliens - Scontro finale (Aliens), regia di James Cameron
  - La mia Africa (Out of Africa), regia di Sydney Pollack
  - Il colore viola (The Color Purple), regia di Steven Spielberg
- 1988
  - Platoon, regia di Oliver Stone
  - Hannah e le sue sorelle (Hannah and Her Sisters), regia di Woody Allen
  - Stand by Me - Ricordo di un'estate (Stand by Me), regia di Rob Reiner
  - Gli intoccabili (The Untouchables), regia di Brian De Palma
  - Top Gun, regia di Tony Scott
- 1989
  - L'ultimo imperatore (The Last Emperor), regia di Bernardo Bertolucci
  - Attrazione fatale (Fatal Attraction), regia di Adrian Lyne
  - Full Metal Jacket, regia di Stanley Kubrick
  - Stregata dalla luna (Moonstruck), regia di Norman Jewison
  - Wall Street, regia di Oliver Stone

### Anni 1990-1999
- 1990
  - Trappola di cristallo (Die Hard), regia di John McTiernan
  - Black Rain - Pioggia sporca (Black Rain), regia di Ridley Scott
  - Indiana Jones e l'ultima crociata (Indiana Jones and the Last Crusade), regia di Steven Spielberg
  - Major League - La squadra più scassata della lega (Major League), regia di David S. Ward
  - Rain Man - L'uomo della pioggia (Rain Man), regia di Barry Levinson
- 1991
  - L'uomo dei sogni (Field of Dreams), regia di Phil Alden Robinson
  - 58 minuti per morire - Die Harder (Die Hard 2), regia di Renny Harlin
  - Ghost - Fantasma (Ghost), regia di Jerry Zucker
  - Nuovo Cinema Paradiso, regia di Giuseppe Tornatore
  - Atto di forza (Total Recall), regia di Paul Verhoeven

### Anni 2000-2009
- 2000
  - The Sixth Sense - Il sesto senso (The Sixth Sense), regia di M. Night Shyamalan
  - Elizabeth, regia di Shekhar Kapur
  - Matrix (The Matrix), regia di Andy e Larry Wachowski
  - Shakespeare in Love, regia di John Madden
  - La vita è bella, regia di Roberto Benigni
- 2001
  - Dancer in the Dark, regia di Lars von Trier
  - American Beauty, regia di Sam Mendes
  - Il gladiatore (Gladiator), regia di Ridley Scott
  - Il miglio verde, regia di Frank Darabont
  - Swiri, regia di Kang Je-gyu
- 2002
  - Billy Elliot, regia di Stephen Daldry
  - A.I. - Intelligenza artificiale (A.I. Artificial Intelligence), regia di Steven Spielberg
  - Chocolat, regia di Lasse Hallström
  - Harry Potter e la pietra filosofale (Harry Potter and the Philosopher's Stone), regia di Chris Columbus
  - Nàshān nàrén nàgǒu, regia di Huo Jianqi
- 2003
  - Monster's Ball - L'ombra della vita (Monster's Ball), regia di Marc Forster
  - Gangs of New York, regia di Martin Scorsese
  - Harry Potter e la camera dei segreti (Harry Potter and the Chamber of Secrets), regia di Chris Columbus
  - Mi chiamo Sam (I Am Sam), regia di Jessie Nelson
  - Il Signore degli Anelli - La Compagnia dell'Anello (Lord of the Rings: The Fellowship of the Ring), regia di Peter Jackson
- 2004
  - Il pianista (The Pianist), regia di Roman Polański
  - Chicago, regia di Rob Marshall
  - The Hours, regia di Stephen Daldry
  - Il Signore degli Anelli - Le due torri (The Lord of the Rings: The Two Towers), regia di Peter Jackson
  - Yeopgijeog-in geunyeo, regia di Kwak Jae-yong
- 2005
  - L'ultimo samurai (The Last Samurai), regia di Edward Zwick
  - Il Signore degli Anelli - Il ritorno del re (The Lord of the Rings: The Return of the King), regia di Peter Jackson
  - Mystic River, regia di Clint Eastwood
  - Seabiscuit - Un mito senza tempo (Seabiscuit), regia di Gary Ross
  - Troy, regia di Wolfgang Petersen
- 2006
  - Million Dollar Baby, regia di Clint Eastwood
  - Cinderella Man - Una ragione per lottare (Cinderella Man), regia di Ron Howard
  - La fabbrica di cioccolato (Charlie and the Chocolate Factory), regia di Tim Burton
  - Il fantasma dell'Opera (The Phantom of the Opera), regia di Joel Schumacher
  - Star Wars: Episodio III - La vendetta dei Sith (Star Wars: Episode III - Revenge of the Sith), regia di George Lucas
- 2007
  - Flags of Our Fathers, regia di Clint Eastwood
  - Crash - Contatto fisico (Crash), regia di Paul Haggis
  - Hotel Rwanda, regia di Terry George
  - Pirati dei Caraibi - La maledizione del forziere fantasma (Pirates of the Caribbean: Dead Man's Chest), regia di Gore Verbinski
  - Il codice da Vinci (The Da Vinci Code), regia di Ron Howard
- 2008
  - Lettere da Iwo Jima (Letters from Iwo Jima), regia di Clint Eastwood
  - Dreamgirls, regia di Bill Condon
  - Babel, regia di Alejandro González Iñárritu
  - Hairspray - Grasso è bello (Hairspray), regia di Adam Shankman
  - The Bourne Ultimatum - Il ritorno dello sciacallo (The Bourne Ultimatum), regia di Paul Greengrass
- 2009
  - Il cavaliere oscuro (The Dark Knight), regia di Christopher Nolan
  - Non è mai troppo tardi (The Bucket List), regia di Rob Reiner
  - Non è un paese per vecchi (No Country for Old Men), regia di Joel ed Ethan Coen
  - Lussuria - Seduzione e tradimento (Sè, jiè), regia di Ang Lee
  - La battaglia dei tre regni (Red Cliff), regia di John Woo

### Anni 2010-2019
- 2010
  - Gran Torino, regia di Clint Eastwood
  - The Millionaire (Slumdog Millionaire), regia di Danny Boyle
  - Changeling, regia di Clint Eastwood
  - The Wrestler, regia di Darren Aronofsky
  - La battaglia dei tre regni (Red Cliff Part II), regia di John Woo
- 2011
  - Avatar, regia di James Cameron
  - Inception, regia di Christopher Nolan
  - Toy Story 3 - La grande fuga (Toy Story 3), regia di Lee Unkrich
  - Invictus - L'invincibile (Invictus), regia di Clint Eastwood
  - The Hurt Locker, regia di Kathryn Bigelow
- 2012
  - Il discorso del re (The King's Speech), regia di Tom Hooper
  - L'alba del pianeta delle scimmie (Rise of the Planet of the Apes), regia di Rupert Wyatt
  - L'arte di vincere (Moneyball), regia di Bennett Miller
  - The Social Network, regia di David Fincher
  - Il cigno nero (The Black Swan), regia di Darren Aronofsky
- 2013
  - Quasi amici - Intouchables (Intouchables), regia di Olivier Nakache e Éric Toledano
  - Argo, regia di Ben Affleck
  - Il cavaliere oscuro - Il ritorno (The Dark Knight Rises), regia di Christopher Nolan
  - Millennium - Uomini che odiano le donne (The Girl with the Dragon Tattoo), regia di David Fincher
  - Skyfall, regia di Sam Mendes
- 2014
  - Les Misérables, regia di Tom Hooper
  - 3 Idiots, regia di Rajkumar Hirani
  - Captain Phillips - Attacco in mare aperto (Captain Phillips), regia di Paul Greengrass
  - Django Unchained, regia di Quentin Tarantino
  - Gravity, regia di Alfonso Cuarón
- 2015
  - Frozen - Il regno di ghiaccio (Frozen), regia di Chris Buck
  - Interstellar, regia di Christopher Nolan
  - Jersey Boys, regia di Clint Eastwood
  - Fury, regia di David Ayer
  - Godzilla, regia di Gareth Edwards
- 2016
  - American Sniper, regia di Clint Eastwood
  - Kingsman - Secret Service (Kingsman: The Secret Service), regia di Matthew Vaughn
  - Mad Max: Fury Road, regia di George Miller
  - Spectre, regia di Sam Mendes
  - Whiplash, regia di Damien Chazelle
- 2017
  - Sully, regia di Clint Eastwood
  - Sopravvissuto - The Martian (The Martian), regia di Ridley Scott
  - Zootropolis (Zootopia), regia di Byron Howard, Rich Moore e Jared Bush
  - Star Wars - Il risveglio della Forza (Star Wars: The Force Awakens), regia di J. J. Abrams
  - Revenant - Redivivo (The Revenant), regia di Alejandro González Iñárritu
- 2018
  - La La Land, regia di Damien Chazelle
  - Dunkirk, regia di Christopher Nolan
  - Il diritto di contare (Hidden Figures), regia di Theodore Melfi
  - La bella e la bestia (Beauty and the Beast), regia di Bill Condon
  - Miss Sloane - Giochi di potere (Miss Sloane), regia di John Madden
- 2019
  - Bohemian Rhapsody, regia di Bryan Singer
  - The Greatest Showman, regia di Michael Gracey
  - The Shape of Water, regia di Guillermo del Toro
  - Tre manifesti a Ebbing, Missouri, regia di Martin McDonagh
  - Mission: Impossible – Fallout, regia di Christopher McQuarrie

### Anni 2020-2029
- 2020
  - Joker, regia di Todd Phillips
  - Yesterday, regia di Danny Boyle
  - Green Book, regia di Peter Farrelly
  - Il corriere - The Mule, regia di Clint Eastwood
  - Once Upon a Time in Hollywood, regia di Quentin Tarantino

- 2021
  - Parasite, regia di Bong Joon-ho
  - Star Wars - L'ascesa di Skywalker, regia di J. J. Abrams
  - Le Mans '66 - La grande sfida, regia di James Mangold
  - 1917, regia di Sam Mendes
  - Tenet, regia di Christopher Nolan

- 2022
  - No Time to Die, regia di Cary Fukunaga
  - Dune, regia di Denis Villeneuve
  - Minari, regia di Lee Isaac Chung
  - Nomadland, regia di Chloé Zhao
  - Tailor, regia di Sonia Liza Kenterman

- 2023
  - Top Gun: Maverick, regia di Joseph Kosinski
  - RRR, regia di S. S. Rajamouli
  - Avatar - La via dell'acqua, regia di James Cameron
  - CODA - I segni del cuore, regia di Sian Heder
  - Spider-Man: No Way Home, regia di Jon Watts

- 2024
  - Mission: Impossible - Dead Reckoning, regia di Christopher McQuarrie
  - Killers of the Flower Moon, regia di Martin Scorsese
  - Barbie, regia di Greta Gerwig
  - A spasso con Madeleine (Driving Madeleine), regia di Christian Carion
  - Tár, regia di Todd Field

- 2025
  - Oppenheimer, regia di Christopher McQuarrie
  - Povere creature! (Poor Things), regia di Yorgos Lanthimos
  - La zona d'interesse (The Zone of Interest), regia di Jonathan Glazer
  - Civil War, regia di Alex Garland
  - Laapataa Ladies, regia di Kiran Rao